# Alejandro Witker
Rodolfo Mario Alejandro Witker Velásquez (Chillán, 8 de mayo de 1933) es un escritor e historiador chileno, considerado pionero en la difusión de la historia local de las regiones del Biobío y Ñuble, como también por su aporte a conservación de la historia del Partido Socialista de Chile, durante la dictadura militar y su exilio en México. Es además, fundador de la revista Quinchamalí y el Centro de Estudios Latinoamericanos de Concepción, y se ha desempeñado en labores culturales en las universidades de Chile, de Concepción y del Biobio.

## Biografía
Nació en Chillán en 1933, sus padres fueron Alejandro Witker de la Fuente y Guillermina Velásquez Peralta. La enseñanza primaria la realizó en la Escuela República de México, mientras que la secundaria en el Liceo de Hombres de Chillán, en el cual participa de manera activa en el centro estudiantil.
Sus estudios superiores inician en Santiago, sin embargo, cambia de casa de estudios a la Universidad de Concepción, en la carrera de Derecho. En el transcurso de su vida universitaria, es creada la carrera de Pedagogía en Historia y Geografía, a la cual se transfiere de manera definitiva, titulándose como Licenciado en Historia y Geografía.
Tras el Golpe de Estado en Chile de 1973, es detenido y llevado a Isla Quiriquina, para luego ser derivado al Estadio Municipal de Concepción, lugar en que fue liberado. Emigró a México donde se desempeñó como catedrático de Historia Latinoamericana, y junto a su esposa Helia Barra, realizó el Archivo Salvador Allende, una serie de libros de historia del gobierno de Salvador Allende, el Partido Socialista de Chile y de personalidades como Luis Emilio Recabarren y José Tohá. Allí también conoce el concepto de "microhistoria", inicia su intriga por el conocimiento de la historia de su ciudad natal.
En 1997 se presenta como candidato a diputado por el entonces distrito 41, conformado por las comunas de Chillán, Chillán Viejo, Coihueco, El Carmen, Pemuco, Pinto, San Ignacio y Yungay.
En 1995 publica Cuadernos del Bío-Bío, una serie de treinta y ocho textos que reúnen historias de ciudades y pueblos de la entonces Región del Biobío, incluida la antigua provincia de Ñuble, antes de convertirse en región. Es considerada un hito en la historia de ambas regiones, dado que relata acontecimientos sobre personalidades que jamás habían sido redactadas anteriormente, como también la historia de las localidades de Rere, Contulmo y Curanilahue. Para 2002 publica "La silla del sol: Crónicas ilustradas de Ñuble" un libro de tres tomos, cuyo contenido es similar al de Cuadernos del Bío-Bío, con respecto a la difusión de la historia de personajes campestres, presentando la diferencia de que su edición promueve los caracteres visuales y exposición de obras artísticas que refieren al tema que se está hablando, como también al patrimonio local, folclor y tradiciones.
El 2012 fue reconocido por el Consejo Nacional de Cultura y las Artes con el Premio regional de Artes y Cultura en el área de Ciencias Sociales,  y durante 2014 fue homenajeado por el Archivo histórico de Concepción.

## Historia electoral

### Elecciones parlamentarias de 1997
- Elecciones parlamentarias de 1997 a Diputado por el Distrito 41 (Chillán, Chillán Viejo, Coihueco, El Carmen, Pemuco, Pinto, San Ignacio y Yungay)[6]

| Candidato                      | Pacto                          | Partido | Votos  | %     | Resultado |
| ------------------------------ | ------------------------------ | ------- | ------ | ----- | --------- |
| Rosauro Martínez Labbé         | Unión por Chile                | ILB     | 49 722 | 46,18 | Diputado  |
| Carlos Abel Jarpa Wevar        | Concertación por la Democracia | PRSD    | 33 558 | 31,17 | Diputado  |
| Alejandro Witker Velásquez     | Concertación por la Democracia | PS      | 11 915 | 11,07 |           |
| Jack Behar Saravia             | Unión Por Chile                | UDI     | 5676   | 5,27  |           |
| Luis Antonio Ruiz De La Fuente | La Izquierda                   | PC      | 3925   | 3,65  |           |
| Luis Meléndez Cardoso          | Partido Humanista              | PH      | 2880   | 2,67  |           |

## Obras
- Prisión en Chile, 1975[11]
- Los trabajos y los días de Recabarren (1977)[11]
- Historia documental del PSCH: 1933-1993: Forjadores y signos de renovación, 1988[1]
- Una vida por la democracia y el socialismo: Semblanzas de Allende, 1988[1]
- Cuadernos del Bío-Bío, 1995[4]
- La silla del sol: Crónicas ilustradas de Ñuble, 2002[1]
- Tomás Lago: Memorial cultural de Ñuble, 2006[1]